# Челебадзе, Сурие Темеровна
Сурие Темеровна Челебадзе (1928 год, село Квирике, АССР Аджаристан, Грузинская ССР — 1976 год, село Квирике, Кобулетский район, Грузинская ССР) — колхозница колхоза имени Кирова Кобулетского района, Грузинская ССР. Герой Социалистического Труда (1949).

## Биография
Родилась в 1928 году в крестьянской семье в селе Квирике Кобулетского района. Окончила местную сельскую школу. Трудовую деятельность начала в конце 1930-х годов рядовой колхозницей на чайной плантации колхоза имени Кирова Кобулетского района.
В 1948 году собрала 6450 килограмма сортового зелёного чайного листа на участке площадью 0,5 гектара. Указом Президиума Верховного Совета СССР от 29 августа 1949 года удостоена звания Героя Социалистического Труда за «получение высоких урожаев сортового зелёного чайного листа и цитрусовых плодов в 1948 году» с вручением ордена Ленина и золотой медали «Серп и Молот» (№ 4527).
Этим же Указом званием Героя Социалистического Труда были награждены труженицы колхоза имени Кирова Султан Ибраимовна Гагаишвили, Мерием Хасановна Чкония, Нателла Аслановна Челебадзе и Фадима Мевлудовна Челебадзе.
Проживала в родном селе Квирике. Умерла в 1976 году.